# Condado de Gasconade
El condado de Gasconade (en inglés: Gasconade County), fundado en 1820, es uno de 114 condados del estado estadounidense de Misuri. En el año 2000, el condado tenía una población de 15,342 habitantes y una densidad poblacional de 11 personas por km². La sede del condado es Hermann.

## Geografía
Según la Oficina del Censo, el condado tiene un área total de 1363 km² (526,3 mi²), de la cual 1349 km² (520,8 mi²) es tierra y 14 km² (5,4 mi²) (1.03%) es agua.

### Condados adyacentes
- Condado de Montgomery (norte)
- Condado de Warren (noreste)
- Condado de Franklin (este)
- Condado de Crawford (sureste)
- Condado de Phelps (sur)
- Condado de Maries (sureste)
- Condado de Osage (oeste)

## Demografía
Según la Oficina del Censo en 2000, los ingresos medios por hogar en el condado eran de $35,047, y los ingresos medios por familia eran $41,518. Los hombres tenían unos ingresos medios de $29,659 frente a los $20,728 para las mujeres. La renta per cápita para el condado era de $17,319. Alrededor del 9.50% de la población estaban por debajo del umbral de pobreza.

## Transporte

### Carreteras principales
- U.S. Route 50
- Ruta de Misuri 19
- Ruta de Misuri 28
- Ruta de Misuri 100

## Localidades
| - Bland - Gasconade | - Hermann - Morrison | - Mount Sterling - Owensville | - Rosebud |  |